# Ilse Mertel
Ilse Mertel (* 8. September 1943 in Zauchtel, Mähren) ist eine österreichische Landesbedienstete und Politikerin (SPÖ) in Ruhe. Mertel war zwischen 1990 und 2002 Abgeordnete zum Nationalrat.

## Ausbildung und Beruf
Mertel besuchte nach der Volksschule in Klagenfurt die örtliche Realschule, die sie 1962 mit der Matura abschloss. Sie studierte im Anschluss Staatswissenschaften sowie Rechtswissenschaften an der Karl-Franzens-Universität Graz und schloss ihr Studium 1970 mit dem akademischen Grad Dr. iur. ab.
Mertel arbeitete nach der Matura als technische Zeichnerin und absolvierte nach dem Studium die Gerichtspraxis. Sie war danach Angestellte einer Versicherungsgesellschaft und ab 1971 Juristin beim Amt der Kärntner Landesregierung. Nach dem Ausscheiden aus dem Parlament engagierte sich Mertel als ehrenamtliche Mitarbeiterin und Vorstandsmitglied für das Frauenhaus und als Vorsitzende der mobilen Krankenpflege.

## Politik
Mertel war stark gewerkschaftlich engagiert und ab 1975 Mitglied des Landesvorstandes der Gewerkschaft öffentlicher Dienst (GÖD) in Kärnten. Sie war ab 1983 zudem Mitglied der Landesexekutive des ÖGB Kärnten und ab 1984 Bezirksfrauenvorsitzende des ÖGB Klagenfurt. 1989 wurde sie zur Landesfrauenvorsitzende des ÖGB gewählt und war Mitglied des GÖD-Bundesvorstandes. Im September 2007 legte Mertel ihre Funktion als ÖGB-Landesfrauenvorsitzende zurück.
Mertel war in der SPÖ Mitglied des Landesfrauenausschusses in Kärnten und Mitglied des Landesparteivorstandes. 1994 wurde sie in den SPÖ-Bundesparteivorstand gewählt und zwischen 2000 und 2002 war sie Vertreterin der österreichischen Delegation zur Parlamentarischen Versammlung des Europarates.
Mertel vertrat die SPÖ zwischen dem 5. November 1990 und dem 19. Dezember 2002 im Nationalrat. Sie war zwischen 1992 und 2002 Familiensprecherin der SPÖ und zwischen 1994 und 2002 Vorsitzender-Stellvertreterin des SPÖ Parlamentsklubs. Nach der Nationalratswahl 2002 verlor Mertel auf Grund von Verschiebungen nach Auszählung der Wahlkarten ihr Mandat.

## Auszeichnungen
- Großes Silbernes Ehrenzeichen mit dem Stern für Verdienste um die Republik Österreich[4] (1999)